# Matoniaceae

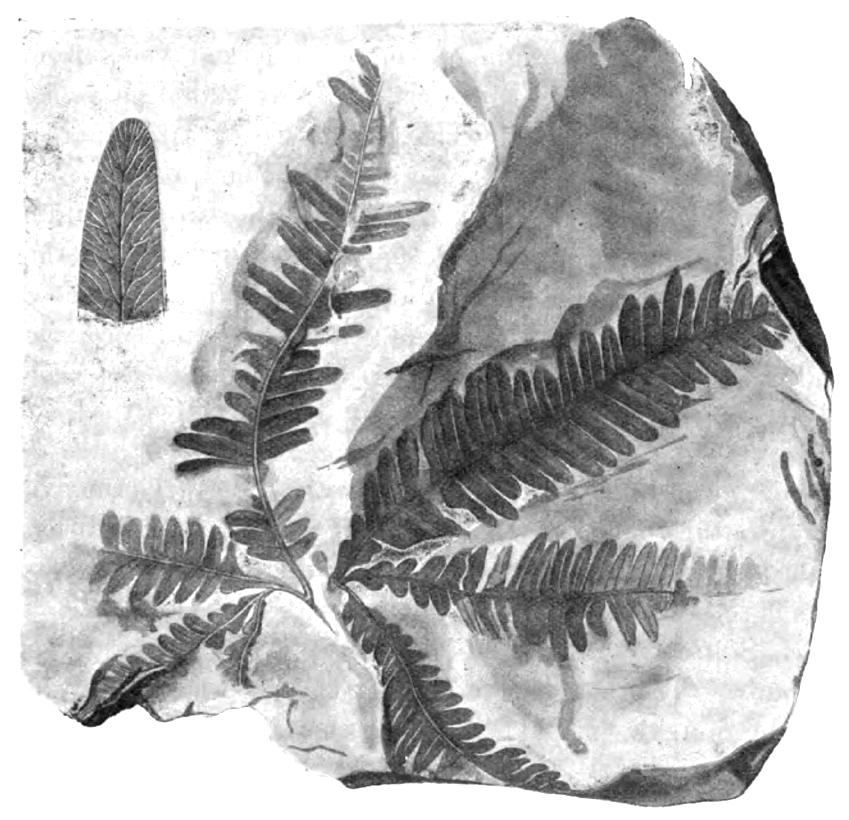
Laccopteris elegans.

Matoniaceae é uma das três famílias de pteridófitos da ordem Gleicheniales da classe Polypodiopsida. O registo fóssil revela que os membros da família Matoniaceae foram abundantes durante a era Mesozóica (cerca de 250 milhões a 66 milhões de anos atrás), durante a qual viveram em todos os continentes, incluindo a Antárctida, com oito géneros e 26 espécies, sendo os espécimes mais antigos conhecidos oriundos de depósitos do Triássico Médio da Antárctida. Atualmente, a família é muito menos abundante e também menos diversificada, com apenas dois géneros extantes e quatro espécies, com distribuição natural limitada a partes do Sudeste Asiático.

## Descrição
NA sua presente circunscrição taxonómica a família Matoniaceae agrupa os seguintes géneros e espécies extantes:
- Género Matonia R.Br. ex Wall. 1829
  - Matonia pectinata R. Br. 1829
  - Matonia sarmentosa Baker 1887
- Género Phanerosorus Copel. 1909
  - Phanerosorus sarmentosus (Baker) Copel. 1909
  - Phanerosorus major Diels 1932

O cladograma seguinte mostra uma provável relação filogenética com as outras duas famílias de Gleicheniales:
| Gleicheniaceae | 7 géneros extantes |
|                | 7 géneros extantes |

| Dipteridaceae | 2 géneros extantes                                       |
|               | 2 géneros extantes                                       |
| Matoniaceae   | \| \| Matonia \| \| \| \| \| \| Phanerosorus \| \| \| \| |
|               | \| \| Matonia \| \| \| \| \| \| Phanerosorus \| \| \| \| |
|               | Matonia                                                  |
|               |                                                          |
|               | Phanerosorus                                             |
|               |                                                          |

|  | Matonia      |
|  |              |
|  | Phanerosorus |
|  |              |

| Gleicheniaceae | 7 géneros extantes |
|                | 7 géneros extantes |

| Dipteridaceae | 2 géneros extantes                                       |
|               | 2 géneros extantes                                       |
| Matoniaceae   | \| \| Matonia \| \| \| \| \| \| Phanerosorus \| \| \| \| |
|               | \| \| Matonia \| \| \| \| \| \| Phanerosorus \| \| \| \| |
|               | Matonia                                                  |
|               |                                                          |
|               | Phanerosorus                                             |
|               |                                                          |

|  | Matonia      |
|  |              |
|  | Phanerosorus |
|  |              |

Alguns géneros comuns de Matoniaceae do Mesozoico e uma amostra das suas espécies incluem:
- Género Laccopteris Presl 1838
  - Laccopteris elegans Presl 1838
  - Laccopteris münsteri Schenk 1867
- Género Phlebopteris Brongniart 1828
  - Phlebopteris polypodioides Brongniart
  - Phlebopteris smithii 
  - Phlebopteris woodwardii Leckenby 1864
  - Phlebopteris utensis 
  - Phlebopteris angustiloba
- Género Matonidium
- Género Matonia R.Br. ex Wall. 1829[7]
  - Matonia jeffersonii 
  - Matonia pectinata 
  - Matonia braunii 
  - Matonia mesozoica 
  - Matonia brownii
- Género Microdictyon
- Género Weichselia Stiehler
- Tomaniopteris Klavins et al., Formação Fremouw, Triássico Médio da Antárctica
- Konijnenburgia Kvaček et Dašková, 2010 Formação Piedra Clavada, Albiano da Argentina